# Cyphocharax platanus
Cyphocharax platanus är en fiskart som först beskrevs av Günther, 1880.  Cyphocharax platanus ingår i släktet Cyphocharax och familjen Curimatidae. Inga underarter finns listade i Catalogue of Life.